# Кюрштедт
Кюрштедт (нем. Kührstedt) — коммуна в Германии, в земле Нижняя Саксония.
Входит в состав района Куксхафен. Подчиняется управлению Бедеркеза. Население составляет 1082 человека (на 31 декабря 2010 года). Занимает площадь 25,5 км². Официальный код — 03 3 52 028.
Коммуна подразделяется на 2 сельских округа.